# Joachim Eugen Müller
Joachim Eugen Müller (* 12. Dezember 1752 in Engelberg; † 30. Januar 1833 ebenda) war ein Schweizer Topograph.

Joachim Eugen Müller

## Leben
Müller arbeitete ab dem 9. Lebensjahr als Gehilfe seines Vaters und erlernte das Handwerk des Zimmerers. Um 1770 war er als solcher am Bau der spätbarocken Pfarrkirche in Schwyz tätig. Von 1785 bis 1788 wirkte er als Talweibel für Engelberg. 1787 wurde er von Johann Rudolf Meyer als Bergführer angeheuert. Meyer erkannte die Fähigkeiten Müllers beim Erfassen der örtlichen Topographie und stellte ihn bei sich an. Er besorgte die Ausbildung Müllers bei Johann Heinrich Weiss (1758–1826) aus Strassburg sowie bei Johann Georg Tralles aus Bern. Anschliessend begann Müller für Meyer Reliefs zu fertigen. Dazu bereiste er grosse Teile der Hochgebirge der Schweiz. Ausserdem war er mit den Vorgenannten sowie Jakob Samuel Johann Scheuermann an der Erstellung des Atlas Suisse beteiligt. 1797 beendete er seine Tätigkeit für Meyer.
Müller kehrte nach Engelberg zurück und fertigte weitere Reliefs, die international Anerkennung erfuhren. Daneben war er von 1796 bis 1809 Proviantschätzer und damit für die Qualitäts- und Preisüberwachung von Nahrung zuständig sowie von 1798 bis 1803 Mitglied des Munizipalitätsrats. 1816 fungierte er als Statthalter in Engelberg, schliesslich ab 1822 als Kantonsrat.

## Werke (Auswahl)
- Gebirgsmodelle: Engelberg, 1:20'000, 1788 und 1811.
- Schweizer Alpen, 1:60'000, etwa 1789–1796.
- Berner und Walliser Alpen, 1:120'000, 1789.
- Lungernsee, 1:8'500, 1810–1815.
- Großes Relief der Schweizer Alpen, 1:38'000, 1815–1818.
- Gotthardgebiet, 1:29'000, 1829.
- Baden u. Umgebung, 1:34'000, 1832.